# Сандін (хутір)
Са́ндін (рос. Сандин, башк. Санйын) — хутір у складі Куюргазинського району Башкортостану, Росія. Входить до складу Єрмолаєвської сільської ради.
Населення — 13 осіб (2010; 8 в 2002).
Національний склад:
- росіяни — 83%